# ایبرهارت یکم
ابرهارد یکم (به آلمانی: Eberhard I) (۱۱ دسامبر ۱۴۴۵ میلادی - ۲۵ فوریه ۱۴۹۶ میلادی) معروف به ریشو، گراف (کنت) وورتمبرگ با عنوان ابرهارد پنجم از سال ۱۴۵۷ میلادی تا سال ۱۴۹۵ میلادی و نخستین هرتسوگ (دوک) وورتمبرگ با عنوان ابرهارد یکم از سال ۱۴۹۵ میلادی تا هنگام مرگش در سال ۱۴۹۶ میلادی بود.
دوران حکومت او به عنوان گراف و هرتسوگ مصادف با فرمانروایی ابوسعید و حسین بایقرا تیموری، جهانشاه و حسنعلی بیگ قراقویونلو و اوزون حسن، خلیل، یعقوب، بایسنقر و رستم آق‌قویونلو در دوره‌های متفاوت و مناطق مختلف بر ایران بود.

## زندگی‌نامه
او پسر لودویگ یکم، گراف وورتمبرگ-اوراخ و مِکتیلد فن در فالتس، همسر او و دختر لودویگ سوم، انتخابگر فالتس بود. در دوازده سالگی پس از مرگ برادرش لودویگ دوم با عنوان ابرهارد پنجم گراف وورتمبرگ-اوراخ شد. در این هنگام به سبب کودکی، اشراف‌زاده‌ای به نام رودلف فن اهینگن، مشاور سابق پدرش سرپرستی قانونی او را بر عهده داشت. دو سال بعد در چهارده سالگی به کمک فریدریش یکم، انتخابگر فالتس و دایی خود، این محدودیت را کنار زده و مستقیماً زمام امور را در دست گرفت. خود فریدریش یکم بعدها نسبت به قلمرو ابرهارد مدعی شد که موجب درگیری بین این دو تن گشت. تا هنگام مرگ فریدریش یکم در سال ۱۴۷۶ میلادی، ابرهارد به شکل مؤثری نمی‌توانست به مسائل داخلی سرزمین خود بپردازد.
دهه ابتدایی فرمانروایی، با بی ملاحظگی نسبت به امور دولت، زندگی غیر مسئولانه ای را در پیش گرفت تا این که در سال ۱۴۶۸ میلادی با سفر به همراه تنی چند از اشراف‌زادگان به اورشلیم و اقامت بین ماه‌های مه تا نوامبر به عنوان شوالیه به عضویت فرقه مزار مقدس درآمد و سوگند خورد هیچگاه ریش خود نتراشد. سپس به ایتالیا رفت و از محضر برخی عالمان بهره برد.
در همین سفر در ماه آوریل سال ۱۴۷۴ میلادی به پیشنهاد آلبرشت آشیل، انتخابگر براندنبورگ با باربارا، دختر لودوویکو سوم، مارکی منتووا و نوه دختری برادر آلبرشت آشیل از خاندانی متول و معتبر از شمال ایتالیا ازدواج کرد. بارابا از مادری آلمانی هم نام خود متولد شده بود. عقد با مهریه ۲۰ هزار سکه طلا در منتووا صورت گرفت. از این مقدار ۱۵ هزار سکه در همان ابتدا و پنج هزار سکه مابقی پس از رسیدن به خانه ابرهارد پرداخت گردید. در مراسم عروسی که از چهارم تا هفتم ژوئیه در قلعه بازسازی شده اوراخ برگزار شد بیش از ۱۴ هزار نفر از جمله چندین اشراف‌زاده بلندپایه حضور داشتند. تنها فرزند حاصل از این ازدواج دختری هم نام مادر و مادر بزرگ مادری خود، باربارا بود که سال بعد به دنیا آمد اما بیش از دو ماه زنده نماند.
ابرهارد فرزندان دیگری نیز به شکل نامشروع از زنان مختلف خارج از این ازدواج داشت.
ابرهارد تمامی یهودیان ساکن وورتمبرگ را به اتهام توطئه اخراج یا دستگیر کرد. تصرف اموال آن‌ها و نارضایتی مردم از یهودیان به سبب دریافت بهره‌های سنگین را دلیل این اقدام دانسته‌اند.

### اقدامات علمی و اصلاحی
ابرهارد که به علم آموزی ارزش والایی می‌نهاد، سال ۱۴۷۷ میلادی دانشگاه توبینگن را تأسیس کرد. گفته می‌شود سفر به او به سرزمین مقدس و ایتالیا، آشنایی او با رنسانس و ازدواجش با یک بانوی ایتالیایی در کنار تأثیر مادرش، در این تصمیم مؤثر بوده‌اند. از گروه‌های مختلف مبلغان مسیحی دعوت به سفر به منطقه خود نمود و چندین دانشکده مذهبی در نقاط مختلف ساخت. ابرهارد نسبت به اصلاحات مذهبی در کلیسا و نظارت اقتصادی دولت بر اقدامات آن علاقه نشان می‌داد و با وجود این که خود به زبان لاتین تسلط نداشت، دستور به ترجمه بسیاری از متون لاتین به زبان آلمانی داد. بخش‌هایی از کتایخانه ای که بدین صورت به وجود آمد، همچنان حفظ شده‌است.
استادان معماری در دربار او حضور داشتند و ساخت و ساز در منطقه تحت حاکمیت او رونق یافت. از این رو یک بیمارستان حوالی سال ۱۴۸۰ میلادی به منظور بهبود زندگی اهالی در اوراخ احداث گشت.

### رابطه با امپراتوری مقدس روم
ماه ژانویه سال ۱۴۷۵ میلادی در جنگ امپراتور با چارلز مارتین، دوک بورگوندی مشارکت کرد.
ابرهارد به عنوان یک حاکم صلح طلب از بنیان‌گذاران اتحادیه سوابا، یک اتحادیه دفاعی میان چندین فرمانروای آلمانی در سال ۱۴۸۸ میلادی بود. او همچنین همان سال به آزادسازی ماکسیمیلیان یکم، پسر فریدریش سوم و پادشاه رومن‌ها از اسارت شورشی‌های فلاندری در بروخه کمک کرد. سال ۱۴۹۲ میلادی نشان پشم زرین را از ماکسیملیان یکم دریافت نمود.

### اتحاد مجدد وورتمبرگ و ارتقا به هرتسوگ‌نشین
چهاردهم ماه دسامبر سال ۱۴۸۲ میلادی، با امضای پیمان مونزینگن با ابرهارد ششم، گراف وورتمبرگ-اشتوتگارت و پسر عمویش نهایتاً موفق شد زیر پرچم خود، مجدداً وورتمبرگ را که از سال ۱۴۴۲ میلادی دو نیم شده بود، متحد کند. زین پس با قانون جانشینی حق اولویت نخستین فرزند این اتحاد تقریباً همواره پابرجا باقی ماند. سپس پایتخت خود را از اوراخ به اشتوتگارت منتقل نمود. همان سال نشان رز طلایی را از پاپ سیکستوس چهارم دریافت کرد.
بیست و یکم ماه ژوئیه سال ۱۴۹۵ میلادی انجمن ورمس پس از مذاکرات طولانی گراف‌نشین وورتمبرگ را به هرتسوگ‌نشین ارتقا داد و ماکسیملیان یکم شخصاً ابرهارد را به مقام هرتسوگ وورتمبرگ منصوب و یک شمشیر به او اعطا کرد. ابرهارد خواستار عنوان هرتسوگ سوابیا و به تبع آن اراضی بیشتری برای خود بود که با مخالفت روبرو شد. امپراتور نیز بدین منظور با حضور خود و دعوت از انتخابگران و سایر شاهزادگان انجمن، ضیافتی ترتیب داد. این ارتقا که آخرین ارتقا یک کنت‌نشین به دوک‌نشین در قرون وسطا بود، جایگاه وورتمبرگ را بالاتر از تمامی گراف‌نشین‌ها و مارگراف‌نشین‌های امپراتوری مقدس روم اما پایین‌تر از سایر هرتسوگ‌نشین‌ها قرار داد.

### مرگ و جانشینی
ابرهارد یکم ۲۴ فوریه سال ۱۴۹۶ میلادی در قلعه توبینگنن در اثر تب، اسهال خونی و زخم مثانه درگذشت تا بدون داشتن فرزند مشروعی جایگاهش بر اساس پیمان مونزینگن به پسر عمویش با عنوان ابرهارد دوم برسد. او در ابتدا در کلیسای سنت پتر دفن گردید و سپس به کلیسای توبینگن منتقل گشت. گفته می‌شود به جهت خصایص و اقداماتش نامی نیکو از او تا به امروز به یادگار مانده‌است.
| ایبرهارت یکمدودمان وورتمبرگزادهٔ: ۱۱ دسامبر ۱۴۴۵ میلادی درگذشتهٔ: ۲۴ فوریه ۱۴۹۶ |                           |                           |
| عنوان سلطنتی                                                                  |                           |                           |
| پیشین: لودویگ دوم                                                             | گراف وورتمبرگ ۱۴۹۵–۱۴۵۹   | پسین: ارتقا به هرتسوگ‌نشین |
| پیشین: ایجاد عنوان                                                            | هرتسوگ وورتمبرگ ۱۴۹۶–۱۴۹۵ | پسین: ابرهارد دوم         |